# Le Mont-Dore (station de sports d'hiver)
Pour les articles homonymes, voir Mont-Dore.
Le Mont-Dore est une station de sports d'hiver du Massif central située dans le domaine skiable Le Grand Sancy, au pied du Sancy.
C'est une des plus anciennes stations de sports d'hiver françaises, son premier téléphérique a été construit en 1936 et inauguré le 17 janvier 1937.

## Géographie
La station de sports d'hiver du Mont-Dore est située dans la commune du Mont-Dore au cœur du parc naturel régional des volcans d'Auvergne dans le département du Puy-de-Dôme, en Auvergne-Rhône-Alpes. Distante de Clermont-Ferrand d'environ 50 km, elle est située à 1 050 m d'altitude sur les pentes du puy de Sancy et du puy Ferrand.
C'est en ce lieu que la Dordogne prend sa source, d'où la multiplicité des cours d'eau traversant la station et ingénieusement détournés sous les pistes par un réseau de canaux souterrains.

## Histoire

### Liste des aménagements depuis 2002
En 2020, à la suite d'une très mauvaise saison de ski (celle de 2019-2020) due au manque de neige, la station a été placée en redressement judiciaire pour essayer de remonter la pente.
- 2017 : suppression du TSF2 Chômets ainsi que sa piste rouge dents bouches[4], la fin de cette piste rouge est néanmoins conservée mais change de couleur et devient une piste bleue.
- 2012 :
  - remontées : démontage des téléskis de la Dore 1 et du Pied de la A ;
  - pistes : suppression des pistes noires de la Cascade et de la Dore.

- 2011 : remontées : construction du télésiège 4 places Les Longes.
- 2010 : pistes : réouverture de la piste verte Lys Martagon.
- 2009 :
  - remontées : construction du téléski Marmottes ;
  - pistes : création de la piste verte Myrtilles. Création de la piste noire Mathusalem reprenant en partie le tracé de l'ancien télésiège démonté en 1986.

- 2008 : pistes : création de la piste verte Lys Martagon mais qui sera fermée durant l'hiver 2009-2010.
- 2007 : remontées : rénovation des téléphériques Sancy 1 et Sancy 2 (nouvelle peinture des cabines du TPH Sancy 2 notamment).
- 2006 :
  - remontées : construction du télésiège 4 places Tremplin et du téléski Val d'Enfer. Démontage des téléskis Tremplin, Val d'Enfer 1 et Val d'Enfer 2 (ces 3 téléskis étant détruits par une avalanche le 4 mars 2006) ;
  - pistes : création de la piste bleue Chèvres. Allongement de la piste verte Chamois.

- 2005 :
  - remontées : construction des téléskis Ferrand-Nord et Ferrand-Sud assurant la liaison avec Super-Besse. Rénovation du télésiège 2p Chômets (nouveaux sièges et nouveau moteur) ;
  - pistes : nouveaux tracés et terrassements des pistes Col, Goulet et 3 Capitaines. Suppression de la piste verte Bambys. Changement de couleur pour les pistes Cascade et Dore (passage de rouge à noire) ainsi que pour la piste Dents Bouches (passage de bleue à rouge).

- 2004 : remontées : construction du téléski Val de Courre, démontage des téléskis C.A.F. et Val de Courre.
- 2002 : remontées : construction du télésiège 4 places Dore, démontage du téléski Dore 2.

## Équipements

### Ski de piste
- Le ski de piste représente 33 km répartis sur 31 pistes (15 vertes, 8 bleues, 6 rouges et 2 noires) entre 1 200 m et 1 846 m d'altitude, sur le versant nord-est du puy de Sancy, et desservis par 14 remontées mécaniques. Le domaine hors pistes est renommé pour ses couloirs pentus.
- 2 téléphériques (Sancy 1 et Sancy 2), dont l'un comporte une cabine de 60 places (téléphérique de 1961)
- Le téléphérique Sancy 1 n'est actuellement plus en fonctionnement
- 3 télésièges dont 2 avec tapis d'embarquement
- 9 téléskis dont 1 téléski débutant gratuit, plus un tapis
- 1 zone ski riding zone
- 1 espace ludo glisse
- 1 espace ski de couloir sous la responsabilité des skieurs
- 1 tyrolienne à virages
- 1 luge sur rail
- 1 Chasse au trésor sur les pistes.

3 téléskis permettent la jonction entre le Mont-Dore et Super-Besse assurant la liaison entre les deux domaines skiables. Cependant, les conditions climatiques (brouillard, vents violents, gel, givre) empêchent parfois la liaison d'ouvrir, et de profiter des 73 km de pistes.
Le site est particulièrement reconnu pour son ski de couloirs dont les pentes peuvent dépasser les 50°.

### Ski de fond
25 km de pistes de fond réparties entre les reliefs boisés, les lacs gelés et les plateaux. Le départ des pistes de ski de fond se situe au niveau du Salon du Capucin.

## Tour de France
La station est ville-arrivée de la 10e étape du Tour de France 2025.